# La gran ruta cap a la Xina
La gran ruta cap a la Xina (títol original: High Road to China) és una pel·lícula còmica d'aventures dirigida per Brian G. Hutton, estrenada el 1983, i doblada al català.

## Repartiment
- Tom Selleck: Patrick O'Malley
- Bess Armstrong: Eve 'Evie' Tozer
- Jack Weston: Struts
- Wilford Brimley: Bradley Tozer
- Robert Morley: Bentik
- Brian Blessed: Suleman Khan

## Argument
Eve Tozer (Bess Armstrong) és una jove hereva de l'alta societat gens convencional que porta una bona vida el 1920 a Istanbul. Necessita trobar el seu pare (Wilford Brimley) abans que se'l declari oficialment mort o arriscar-se a perdre la seva herència a favor del seu soci Bentik (Robert Morley). Contracta el pilot Patrick O'Malley (Tom Selleck) i els seus avions per localitzar el seu pare. O'Malley està frisós per agafar la feina: necessita marxar de la ciutat urgentment. Tanmateix, Eve, una pilot consumada, està decidida a acompanyar-lo, el que provoca la primera de les molts discussions que tindran entre Londres i la Xina.
El seu viatge en dos biplans (anomenats Dorothy i Lillian) a través de sis països els porta a trobar finalment l'excèntric Bradley Tozer a la Xina, on està ajudant un poble petit a lluitar contra un senyor de la guerra que els envaeix. O'Malley i Eve els ajuden a guanyar la batalla final, però el pare d'Eve es nega a retornar amb ella a Londres.